# ستيفن تشاندرا
ستيفن تشاندرا (مواليد 9 يناير 1981) هو سبّاح إندونيسي، مثّل بلاده في الألعاب الأولمبية الصيفية 2000.

## روابط خارجية
ستيفن تشاندرا على موقع الاتحاد الدولي للسباحة (الإنجليزية)
- ستيفن تشاندرا على موقع أوليمبيديا (الإنجليزية)